# Scott Thompson Baker
Pour les articles homonymes, voir Baker.
Scott Thompson Baker, né le 15 septembre 1960 à Golden Valley (Minnesota), est un acteur américain.

## Biographie
Scott Thompson Baker a étudié à l'université Oral Roberts et à l'université du Minnesota. Il a commencé sa carrière d'acteur au théâtre Guthrie de Minneapolis. Il est connu pour ses rôles récurrents dans les soap opera Hôpital central, La Force du destin et Amour, Gloire et Beauté.

## Filmographie

### Cinéma
- 1987 : Open House : Joe Pearcy
- 1991 : La Femme du boucher : le mangeur de feu
- 2001 : Mon copain Mac, héros des étoiles : le technicien en télémétrie
- 2002 : Les Aventures de Mister Deeds : le présentateur du journal
- 2006 : Le Feu sur la glace 2, en route vers la gloire : Doug Dorsey
- 2009 : A Serious Man : le héros de film de science-fiction

### Télévision
- 1988-1991 : Hôpital central (série télévisée, rôle récurrent) : Colton Shore
- 1991-1992 : La Force du destin (série télévisée, rôle récurrent) : Dr Craig Lawson
- 1992 : Wings (série télévisée, saison 4 épisode 7) : Michael
- 1993 : Matlock (série télévisée, saison 7 épisode 13) : Daniel Wallace
- 1993: Perry Mason - La formule magique: Scott Collins
- 1993-2005 : Amour, Gloire et Beauté (série télévisée, rôle récurrent) : Connor Davis
- 1995 : Presque parfaite (série télévisée, saison 1 épisode 10) : Bob MacMillan
- 1996 : Un privé à Malibu (série télévisée, saison 1 épisode 14) : Pierce
- 1996 : JAG (série télévisée, saison 1 épisode 19) : le major Russell
- 1996 : Savannah (série télévisée, 8 épisodes) : Brian Alexander
- 1998 : Star Trek: Deep Space Nine (série télévisée, saison 6 épisode 14) : First Kudak'Etan
- 1999 : Becker (série télévisée, saison 1 épisode 20) : Dr. Witlin
- 2000 : Angel (série télévisée, saison 2 épisode 2) : l'acteur
- 2000 : Alerte à Malibu (série télévisée, saison 11 épisode 9) : Pete Miller